# 千早口駅
千早口駅（ちはやぐちえき）は、大阪府河内長野市にある、南海電気鉄道高野線の駅。駅番号はNK72。
単線時代からの在来駅の一つである。山間にあり、駅の前後をトンネルに挟まれている。
駅名からは千早赤阪村へのルートの一つだと錯覚しそうだが、同村千早への公共交通はなく、道路で8km以上離れている。

## 歴史
- 1915年（大正4年）
  - 3月11日：高野登山鉄道の三日市町駅 - 橋本駅間延伸と同時に開業。
  - 4月30日：社名変更により大阪高野鉄道の駅となる。
- 1922年（大正11年）9月6日：会社合併により南海鉄道の駅となる。
- 1944年（昭和19年）6月1日：会社合併により近畿日本鉄道の駅となる。
- 1947年（昭和22年）6月1日：路線譲渡により南海電気鉄道の駅となる。
- 1983年（昭和58年）6月5日：当駅 - 御幸辻駅間複線化に合わせて、駅舎・ホームが現位置に移転。
- 1984年（昭和59年）3月6日：三日市町駅 - 当駅間複線化[1]。
- 2012年（平成24年）4月1日：駅ナンバリングが導入され、使用を開始[2][3]。

## 駅構造

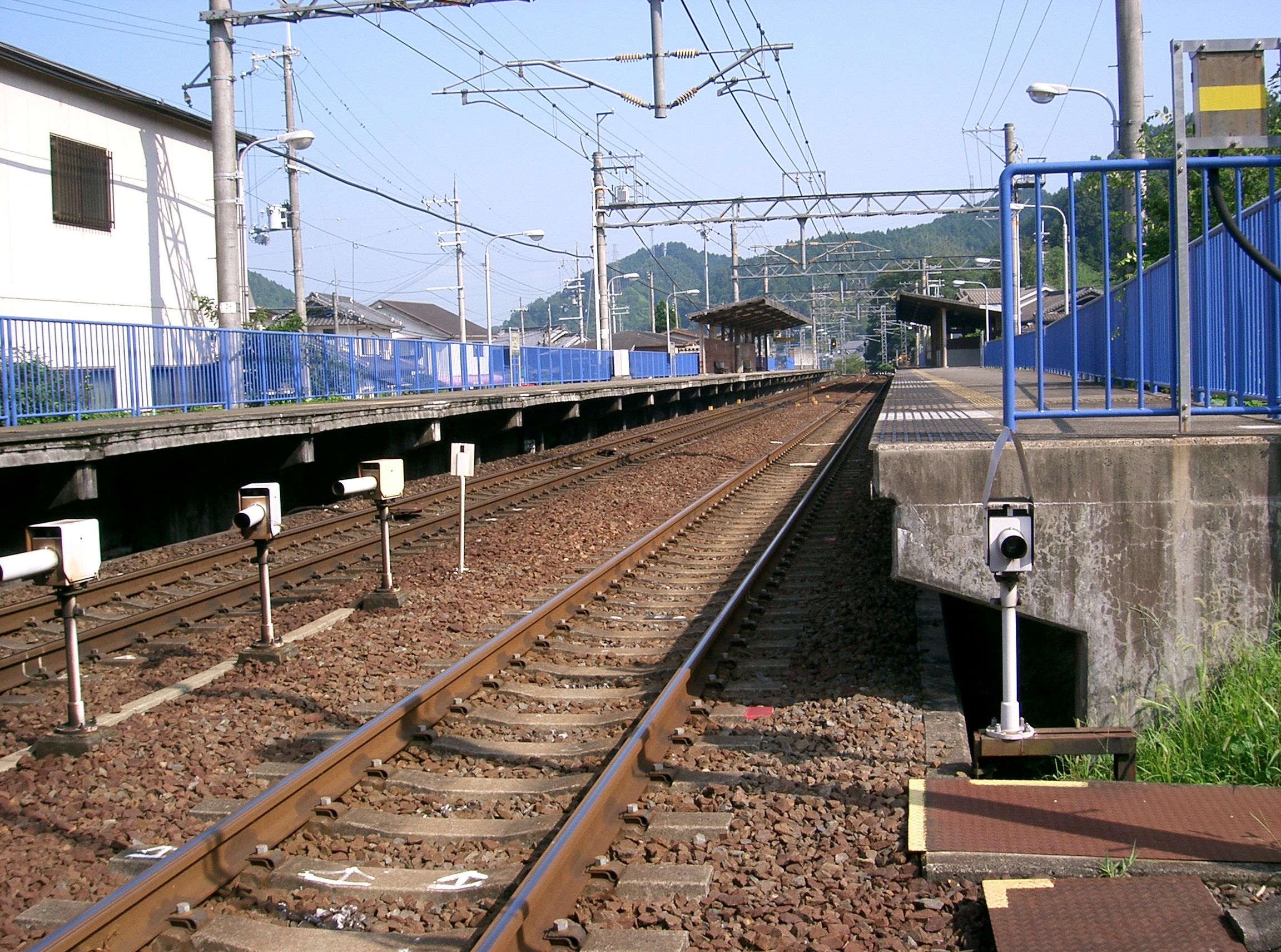
プラットホーム

相対式2面2線のホームを持つ地平駅。ホーム有効長は8両。駅舎は難波方面行ホームの高野山寄りにあり、高野山方面行ホームへは地下道で連絡している。ホームの柵は青く塗られている。（同じく快速急行通過駅である天見駅・紀見峠駅も、柵には特徴的な色が塗られている）
無人駅となっており、河内長野駅からの遠隔管理を受ける。当駅のポケット時刻表は河内長野駅でもらうことができる。
当駅周辺が複線化されるまでは島式ホーム1面2線で、駅舎とは構内踏切で連絡しており、さらに難波駅寄り進行方向左手には安全側線もあったが、複線化で大規模に改変された。以前は、曲線の手前にホームがあったが、その西隣に現ホームが建設された。駅周辺の線路は直線状になったことから、駅の南側では、工事完成間近の時点では、カーブした旧線を、直線状の新線が貫く形状になっていた。千早口駅～御幸辻駅間の線路切替工事は、1983（昭和58）年6月4～5日の深夜に実施され、複線運転が開始された。

### のりば
| のりば | 路線   | 方向 | 行先       |
| ------ | ------ | ---- | ---------- |
| 1      | 高野線 | 下り | 高野山方面 |
| 2      | 高野線 | 上り | なんば方面 |

## ダイヤ
日中は1時間あたり2-3本（急行が毎時2-3本、快速急行が毎時0-1本の運転であり、快速急行は当駅を通過するため変動する）が停車する。

## 利用状況
2019年（令和元年）次の1日平均乗降人員は216人（乗車人員：101人、降車人員：115人）で、南海の駅全100駅中91位である。
また、2024年（令和6年）度の1日平均乗降人員は、196人で、南海の駅全100駅中91位である。
各年次の1日平均乗降人員数は下表の通り。
| 年次               | 1日平均 乗降人員 | 順位 | 出典          |
| ------------------ | ---------------- | ---- | ------------- |
| 2000年（平成12年） | 524              | -    | [ 府統計 1 ]  |
| 2001年（平成13年） | 515              | -    | [ 府統計 2 ]  |
| 2002年（平成14年） | 498              | -    | [ 府統計 3 ]  |
| 2003年（平成15年） | 486              | -    | [ 府統計 4 ]  |
| 2004年（平成16年） | 449              | -    | [ 府統計 5 ]  |
| 2005年（平成17年） | 418              | 88位 | [ 府統計 6 ]  |
| 2006年（平成18年） | 413              | -    | [ 府統計 7 ]  |
| 2007年（平成19年） | 382              | -    | [ 府統計 8 ]  |
| 2008年（平成20年） | 386              | -    | [ 府統計 9 ]  |
| 2009年（平成21年） | 362              | -    | [ 府統計 10 ] |
| 2010年（平成22年） | 353              | -    | [ 府統計 11 ] |
| 2011年（平成23年） | 335              | 88位 | [ 府統計 12 ] |
| 2012年（平成24年） | 326              | 89位 | [ 府統計 13 ] |
| 2013年（平成25年） | 320              | 89位 | [ 府統計 14 ] |
| 2014年（平成26年） | 305              | 89位 | [ 府統計 15 ] |
| 2015年（平成27年） | 286              | 89位 | [ 府統計 16 ] |
| 2016年（平成28年） | 260              | 90位 | [ 府統計 17 ] |
| 2017年（平成29年） | 256              | 89位 | [ 府統計 18 ] |
| 2018年（平成30年） | 236              | 90位 | [ 府統計 19 ] |
| 2019年（令和元年） | 216              | 91位 | [ 府統計 20 ] |

各年度の1日平均乗降人員数は下表の通り。
| 年度               | 1日平均 乗降人員 | 順位 | 出典       |
| ------------------ | ---------------- | ---- | ---------- |
| 2018年（平成30年） | 234              | 90位 | [ 南海 3 ] |
| 2019年（令和元年） | 215              | 91位 | [ 南海 3 ] |
| 2020年（令和02年） | 163              | 91位 | [ 南海 3 ] |
| 2021年（令和03年） | 158              | 91位 | [ 南海 4 ] |
| 2022年（令和04年） | 176              | 88位 | [ 南海 4 ] |
| 2023年（令和05年） | 187              | 89位 | [ 南海 4 ] |
| 2024年（令和06年） | 196              | 91位 | [ 南海 1 ] |

## 駅周辺
駅周辺は昔ながらの集落となっており、駅前には商店がある。かつては駅の東側に南海が経営する、千早口南海フィールドアスレチックがあったが、1996年（平成8年）に閉園した。
- 天見簡易郵便局
- 国道371号
  - 石仏バイパス（大阪橋本道路の一部） - 駅東側を通る。
  - 現道 - 駅西側を流れる、天見川沿いを通る。
- 南河内グリーンロード（広域農道）
- 天見公民館
- 地蔵寺
- 松明屋

## その他
- 駅名は「千早口」となっているが、千早赤阪村千早の金剛山登山口までは約8km離れており、駅からの最寄りとなるバス停（南海バス「太井」停留所）は駅からやや遠い所にある（※当駅とその付近にはバス停が設けられていない）。千早方面へは河内長野駅から南海バスが出ている。

## 隣の駅
南海電気鉄道
 高野線
■快速急行
通過
■急行・■区間急行・■各停
美加の台駅 (NK71) - 千早口駅 (NK72) - 天見駅 (NK73)

#### 利用状況の出典
大阪府統計年鑑
1. ↑  大阪府統計年鑑（平成13年） (PDF)
2. ↑  大阪府統計年鑑（平成14年） (PDF)
3. ↑  大阪府統計年鑑（平成15年） (PDF)
4. ↑  大阪府統計年鑑（平成16年） (PDF)
5. ↑  大阪府統計年鑑（平成17年） (PDF)
6. ↑  大阪府統計年鑑（平成18年） (PDF)
7. ↑  大阪府統計年鑑（平成19年） (PDF)
8. ↑  大阪府統計年鑑（平成20年） (PDF)
9. ↑  大阪府統計年鑑（平成21年） (PDF)
10. ↑  大阪府統計年鑑（平成22年） (PDF)
11. ↑  大阪府統計年鑑（平成23年） (PDF)
12. ↑  大阪府統計年鑑（平成24年） (PDF)
13. ↑  大阪府統計年鑑（平成25年） (PDF)
14. ↑  大阪府統計年鑑（平成26年） (PDF)
15. ↑  大阪府統計年鑑（平成27年） (PDF)
16. ↑  大阪府統計年鑑（平成28年） (PDF)
17. ↑  大阪府統計年鑑（平成29年） (PDF)
18. ↑  大阪府統計年鑑（平成30年） (PDF)
19. ↑  大阪府統計年鑑（令和元年） (PDF)
20. ↑  大阪府統計年鑑（令和2年） (PDF)

南海電気鉄道の1日平均利用客数
1. 1 2 3 4  南海電気鉄道株式会社 (2025年7月). “2025 HAND BOOK NANKAI”. p. 35. 2025年8月8日閲覧。
2. ↑  ハンドブック南海2020 鉄道事業 (PDF)  - 南海電鉄
3. 1 2 3  南海電気鉄道株式会社 (2021年8月). “2021 HAND BOOK NANKAI”. p. 77. 2024年8月10日時点のオリジナルよりアーカイブ。2024年9月16日閲覧。
4. 1 2 3  南海電気鉄道株式会社 (2024年7月). “2024 HAND BOOK NANKAI”. p. 57. 2024年9月7日閲覧。